# Аалупи
А́алупи (Па́або; эст. Aalupi järv, Paabo järv, Paabu järv, Alopi järv, Alapea järv) — озеро на юго-востоке Эстонии в уезде Пылвамаа, располагается в пределах территории деревни Ребасте на юго-западе волости Канепи.
Имеет сток в озеро Коорасте (эст. Kooraste Suurjärv) через ручей Алопи. Принадлежит бассейну реки Выханду.

## Описание
Озеро Аалупи имеет округлую форму площадью — 7,2 га, длина и ширина — 310 м. Окружено смешанным лесом. Вода желтовато-коричневая со средней прозрачностью — 2 м. Максимальная глубина составляет 15,8 м (1972) и достигается немного западнее центральной части озера, второе самое глубокое место находится в северо-восточной части озера. Середина озера покрыта растительностью, там глубина воды составляет менее 1 м. Дно покрывает толстый слой сапропеля. Водятся следующие виды рыб: окунь, щука, плотва, краснопёрка, сазан. Есть раки.